# Abu Bakar af Johor
Almarhum Sultan Sir Abu Bakar ibni Almarhum Temenggong Daeng Ibrahim Sri Maharaja Johor (1833–1895) var den første sultan af det moderne Johor i Malaysia. Han var også kendt som 'Bapa Pemodenan Johor' (Faderen af det moderne Johor). Hans regeringsperiode begyndte i 1862 og han opnåede titel som Maharaja ("Storkonge") i 1868 og senere titel af sultan i 1886.
Sultan Abu Bakar blev født i 1833 i Teluk Belanga, Singapore.